# Lago di Tiberiade
Il lago di Tiberiade o lago di Galilea, (in ebraico: כִּנֶּרֶת, Kinneret, nei testi greci Γεννησάρ, Γεννησαρέτ), chiamato anche nei testi sacri lago di Genesaret e di Chinneret, talvolta mar di Galilea, è il più grande lago d'acqua dolce dello Stato di Israele con una circonferenza di circa 53 km. Prende nome dalla città di Tiberiade nel Distretto Settentrionale di Israele nella regione storica della Galilea; il toponimo biblico lago di Genesaret prende nome dalla città scomparsa di Genesaret.

## Descrizione
Situato a 213 m sotto il livello del mare, ha una profondità massima di 43 m: si tratta del lago d'acqua dolce più grande di Israele, superato per dimensioni solo dal Mar Morto che è però un lago d'acqua salata. Il lago si trova nella Grande fossa tettonica, depressione creatasi dal distacco delle placche araba e africana e nella quale, da nord a sud, scorrono le acque del fiume Giordano che alimentano il lago. Per tale motivo la zona è caratterizzata da elevata sismicità, mentre in passato era presente anche una certa attività vulcanica come testimonia la presenza di rocce basaltiche ed ignee.
È posto tra i territori di Israele e le alture del Golan siriano  occupato da Israele. 
Nel corso dei secoli ha avuto molte denominazioni in funzione delle principali città che nel tempo avevano la prevalenza sulle sue rive. Nell'Antico Testamento è chiamato mare di Kinneret (Numeri 34,11) e (Giosuè 13,27), termine che potrebbe derivare dalla parola ebraica kinnor, ovvero arpa o lira in relazione alla forma del lago stesso. Nel Nuovo Testamento è chiamato lago o mare di Galilea, o di Tiberiade o di Gennèsaret: Galilea dal nome della regione in cui si trova; Tiberiade dal nome della città fondata da Erode Antipa intorno al 20 d.C. sulla sua riva nord in onore dell'imperatore Tiberio; Gennèsaret dal nome di una piccola pianura fertile situata sulle coste occidentali del lago. Il nome arabo del lago deriva da Tiberiade, la principale città all'epoca della conquista araba.
Il lago di Tiberiade è conosciuto soprattutto per essere stato, come indicato dai Vangeli, la sede principale della predicazione di Gesù. Essi narrano che Gesù visitò più volte molte località poste sulle rive del lago, attraversandolo spesso in barca.

## Vicende bibliche
I Vangeli nominano questo lago varie volte:
- Il lago rappresentava il luogo di lavoro dei pescatori tra i quali Gesù scelse alcuni dei suoi apostoli: Pietro, Andrea suo fratello, Giacomo e suo fratello Giovanni - questi ultimi figli di Zebedeo - furono chiamati da Gesù mentre sulla riva del lago riassettavano le reti, e immediatamente lasciarono tutto e lo seguirono (Luca 5,1-11[5]).
- Durante una traversata del lago, un'improvvisa tempesta mise in pericolo la fragile lancia su cui erano Gesù e gli apostoli. Siccome Gesù stava dormendo per la stanchezza, lo svegliarono, ed egli con poche parole calmò la furia del mare e del vento (Luca 8,22-25[6]).
- Un episodio simile avviene dopo la moltiplicazione dei pani e dei pesci. Il Vangelo secondo Giovanni narra che Gesù allontanò la folla che voleva farlo re, allontanò anche i discepoli spingendoli sulla barca, e si ritirò sul monte in preghiera. Nel cuore della notte Gesù apparve ai discepoli camminando sulle acque del lago (Giovanni 6,16-21[7]).
- Il Lago di Tiberiade vedrà anche un'apparizione pasquale di Gesù risuscitato: dalla riva, suggerisce ai discepoli estenuati per la notte passata senza pescar nulla, che calino la rete dalla parte destra della barca. In questa maniera i discepoli pescano una gran quantità di pesci, e comprendono che quello sconosciuto "è il Signore!". Pietro si tuffa e raggiunge a nuoto la riva, mentre gli altri la raggiungono in barca. Al loro arrivo, Gesù sta arrostendo del pane e alcuni pesci, e li dà loro. Finito di mangiare, Gesù chiede per 3 volte a Pietro se lo ama, e ad ogni risposta affermativa di Pietro Gesù risponde con la frase "pasci le mie pecorelle". Questo dialogo, da parte cattolica, viene considerato come il momento in cui Gesù affida a Pietro la Chiesa (Giovanni 21,1-19[8]).

## Epoca romana
- Fu oggetto di una battaglia combattuta nei suoi pressi, non molto distante dalla città di Tarichee durante la prima guerra giudaica (nel 68 d.C.).[9] È descritto da Giuseppe Flavio:

(Giuseppe Flavio, Guerra giudaica, III, 7.)